# راه توفانی فرمان پسر فرمان از میان تاریکی
راه توفانی فرمان پسر فرمان از میان تاریکی (با نامِ پیشینِ «فرمان») نمایشنامه‌ای از بهرام بیضایی است، از سالِ ۱۳۴۹.

## متن
. . . بیضایی در "فرمان پسر فرمان" . . . که به اقشار و لایه‌های فرادست پرداخته، به اندازۀ رادی موفق نیست.

بهزاد فراهانی، مردادِ ۱۴۰۲
این نمایشنامه در سالِ ۱۳۴۹ نوشته شد و نخستین بار در کیهان سالِ ۱۳۵۱ (چاپِ ۱۳۵۲) با نامِ «فرمان» چاپ شد. سپس در ۱۳۵۷ به وسیلهٔ انتشاراتِ نیلوفر به صورتِ کتاب منتشر شد و در ۱۳۸۲ نیز نسخه‌ای بازنگریسته از آن در دیوان نمایش آمد.

## مایگان
به نظرِ حمید امجد این نمایشنامه «جنون تاریخ» را در آستانهٔ جشن‌های ۲۵۰۰سالهٔ شاهنشاهیِ ایران بازمی‌نماید. بیضایی خود موضوع این نمایشنامه را «روبروئی نومیدوار با گذشته‌ای ورشکسته و ریشه‌ای که از آن فقط دلهره می‌آید» می‌دانسته است.

## نمایش
بیضایی این نمایشنامه را به نمایش درنیاورده است.